# Ranunculus cappadocicus
Ranunculus cappadocicus är en ranunkelväxtart som beskrevs av Carl Ludwig von Willdenow. Ranunculus cappadocicus ingår i släktet ranunkler, och familjen ranunkelväxter. Inga underarter finns listade i Catalogue of Life.